# Persona 4 Arena Ultimax
Persona 4 Arena Ultimax (яп. ペルソナ4 ジ・アルティマックス ウルトラスープレックスホールド, кириліз.: Перусона Фо: Джі Арутімаккусу Урутора-Супуреккусу Хорудо) — японська відеогра в жанрі файтингу, спільно розроблена Arc System Works і P-Studio та видана Atlus. Спочатку вона вийшла в аркадах у 2013 році, а для PlayStation 3 та Xbox 360 — у 2014 році (в Японії та Північній Америці від Atlus, у регіонах PAL від Sega). У березні 2022 року Sega випустила порти для Nintendo Switch, PlayStation 4 і Windows. Гра є прямим продовженням Persona 4 Arena і спінофом серії Persona, яка входить до франшизи Megami Tensei. Ігровий процес дотримується класичних файтингових механік: бої між двома персонажами з унікальними наборами прийомів і спеціальними витратними здібностями.

## Розробка
Persona 4 Arena Ultimax створювалась у співпраці Atlus (творці серії Persona) та Arc System Works (спеціалісти з файтингів). Над проєктом працювали продюсер Кацура Хашіно та директор Кадзухіса Вада (Atlus), продюсери Такумі Іґучія і Тошімічі Морі, а також директор Сеіджі Фукумото з команди BlazBlue. Дизайни нових персонажів створював художник Persona серії Шіґенорі Соеджіма. Анімаційні вставки виконала студія Capsule, відома своєю CGI-роботою над такими проєктами, як Space Dandy. Хоча першу Arena планували як окремий проєкт, Вада залишив сюжет відкритим для потенційного сиквелу, який би поглибив історію та покращив ігрові механіки. Успіх Arena став поштовхом до розробки продовження.

## Випуск
Аркадна версія Ultimax була анонсована у вересні 2013 року під японською назвою Persona 4: The Ultimax Ultra Suplex Hold. Вона вийшла 28 листопада 2013 року для аркадних автоматів Taito Type X2, а відкривальний ролик з’явився онлайн наступного дня. Порт для PlayStation 3 був анонсований у листопаді разом із Persona 5 та іншими спінофами — Persona Q і Persona 4: Dancing All Night. Робота над консольною версією завершилася в червні 2014 року, після чого команда сконцентрувалася на DLC-персонажах. PS3-версія вийшла ексклюзивно 28 серпня 2014 року. У січні 2015 року аркадну версію оновили, додавши персонажів із консольного релізу. Західний реліз для PS3 та Xbox 360, разом із Persona Q і Dancing All Night, анонсували в лютому 2014 року. В Північній Америці гру видавала Atlus USA (вийшла 30 вересня 2014 року), у Європі — Sega (реліз 21 листопада), а в Австралії — через тиждень. Після виходу кожної версії гра отримала DLC-доповнення, серед яких персонажі Адачі (з власною сюжетною лінією), Марґарет і Мері. 9 грудня 2021 року на The Game Awards анонсували порти для Nintendo Switch, PlayStation 4 і Windows, які вийшли 17 березня 2022 року. Вони включали весь раніше випущений DLC і базувалися на останній аркадній версії гри.

## Сприйняття

### Відгуки
Persona 4 Arena Ultimax отримала загалом позитивні відгуки на Metacritic.
IGN відзначило вдосконалення бойової системи, графіку, ребаланс персонажів і зазначило, що гра є саме тим продовженням, на яке заслуговувала Persona 4 Arena. Hardcore Gamer оцінив гру на 4/5, підкреслюючи, що хоч у бойовій механіці гра не зробила величезного стрибка вперед, вона суттєво покращила ігровий досвід. GameTrailers похвалив майже всі нововведення, зазначивши, що основа гри залишилася такою ж міцною та захопливою. Slant Magazine писали, що Ultimax не тільки відшліфовує ігрову механіку першої Arena, а й суттєво її розширює, а Тіньові версії персонажів додають нові шари ігрового досвіду, не порушуючи балансу. Європейське видання Eurogamer.es також схвально відгукнулось про баланс гри. PlayStation Official Magazine – Australia зазначило, що гра зовсім не виглядає як черговий спроба нажитися на франшизі, а навпаки — значно розширена та вдосконалена. Журнал Play підсумував, що бойова система є однією з найкращих і найскладніших робіт Arc System Works.

### Продажі
У Японії за перший тиждень релізу було продано 89 000 копій гри, і вона очолила чарти. До травня 2015 року світові продажі досягли 280 000 копій.